# ولسوالی آقچه
ولسوالی آقچه به‌مرکزیت شهر آقچه یکی از ولسوالی‌های ولایت جوزجان در شمال کشور افغانستان است. جمعیت آن در سال ۱۳۹۱ هجری شمسی، ۹۰،۶۵۲ نفر اعلام شده‌است. این وُلُسوالی در ۵۵ کیلومتری شرق شهر شبرغان قرار داشته، که در شرق با ولسوالی‌های مردیان و فیض آباد، در غرب با ولسوالی خانقاه و شبرغان در شمال با ولسوالی‌های منگجک و مردیان و در جنوب با ولایت سرپل محدود است. مرکز ولسوالی شهر آقچه است که در قسمت شمالی و پرجمعیت‌تر ولسوالی واقع شده است. این ولسوالی به خاطر فرش‌ها و قالیچه‌های سنتی شهرت دارد. راه اصلی شبرغان به مزار شریف از چند کیلومتری جنوب شهر آقچه می‌گذرد.